# Nataša Velikonja
Nataša Velikonja (* 1967 in Nova Gorica, SFRJ) ist eine slowenische Dichterin, Soziologin, Essayistin und Übersetzerin.

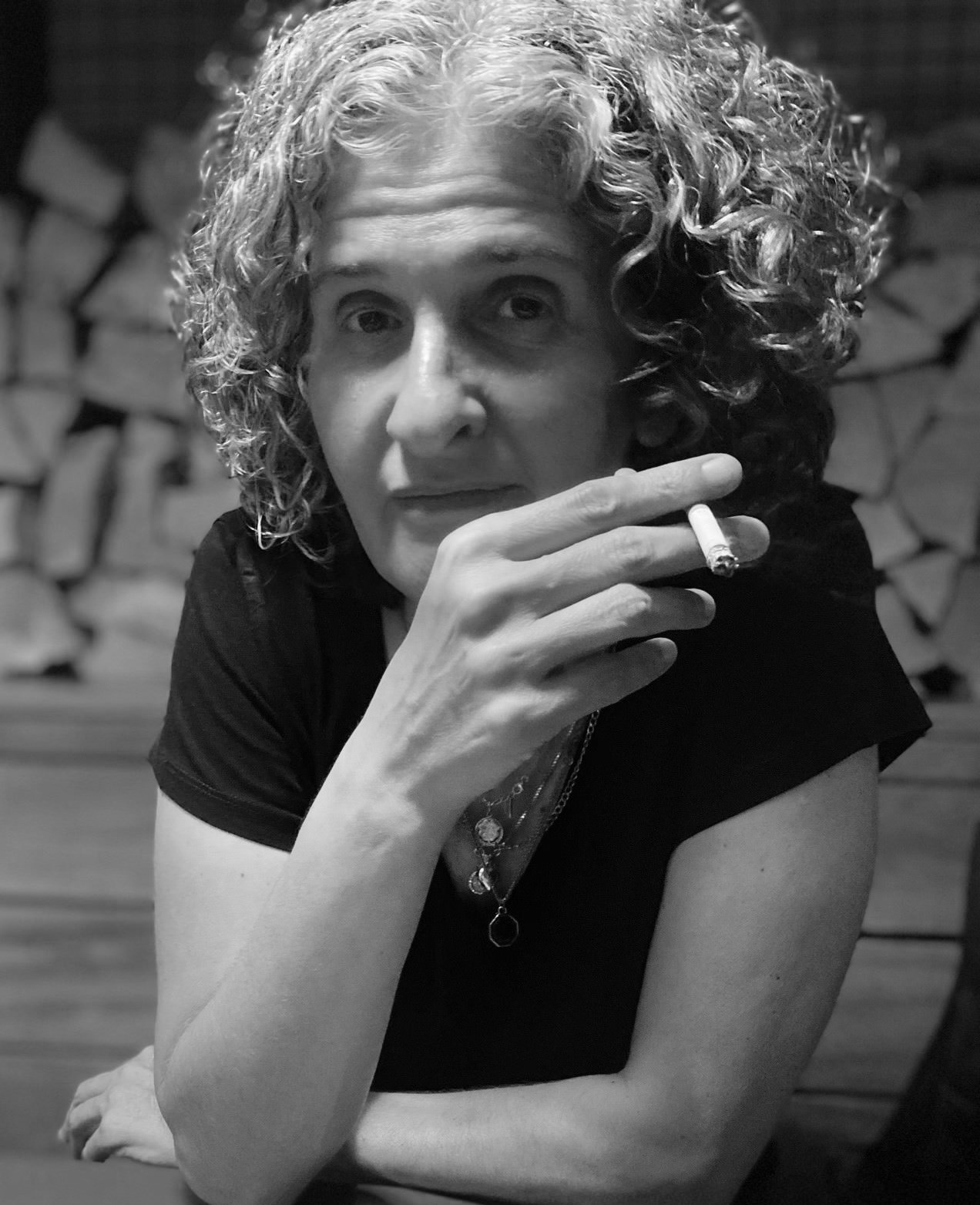
Nataša Velikonja

## Leben und Werk
Velikonja studierte Soziologie an der Universität Ljubljana und schloss ihr Studium 1992 mit Bestnote ab. Für ihre Abschlussarbeit erhielt sie den Prešeren-Preis ihrer Fakultät. Seit 1993 engagiert sie sich aktiv in der slowenischen Schwulen- und Lesbenbewegung und gilt heute als „Ikone des lesbischen Aktivismus“ in Slowenien. Sie war Redaktionsmitglied der Zeitschrift Časopis za kritiko znanosti, Herausgeberin der Zeitschrift Lesbo und Gründerin der Lesbischen Bibliothek, die ihre Räumlichkeiten im autonomen Kulturzentrum Metelkova hat.
Ihre erste, 1994 veröffentlichte Gedichtsammlung Abonma („Abonnement“) gilt als der erste dezidiert lesbische Gedichtband Sloweniens. Dieser wurde im damals neu gegründeten Verlag Škuc Lambda von Brane Mozetič veröffentlicht. Velikonjas Poesie bewegt sich im Spannungsfeld von persönlicher Identität, Homosexualität und Gesellschaftskritik. Für den Gedichtband Ostani („Bleib“) erhielt sie 2016 den Župančič-Preis, für Prostor sred križišč („Der Raum inmitten von Kreuzungen“) 2022 den renommierten Jenko-Preis.
Velikonja ist darüber hinaus Autorin mehrerer Essaybände, die sich ebenfalls mit Homosexualität und Gesellschafts- und Kulturkritik in Slowenien auseinandersetzen sowie der Monographie Lezbična sekcija LL: kronologija 1987–2012 s predzgodovino (2012, „Lesbische Sektion LL: Chronologie 1987–2012 mit einer Vorgeschichte“), in der sie zusammen mit Tatjana Greif die Geschichte von lesbischem Aktivismus und Lesben in Slowenien behandelt. 2018 erschien mit Zamolčane zgodovine („Verschwiegene Geschichten“) die Fortsetzung des Bands, in der sich Greif und Velikonja lesbische Künstlerinnen und Schriftstellerinnen im Slowenien des 19. und frühen 20. Jahrhunderts widmen.
Außerdem übersetzt Velikonja Literatur zu den Themen Homosexualität, Gender und Gesellschaftskritik ins Slowenische.
Velikonja lebt in Ljubljana als freie Kulturschaffende. Sie ist Mitglied des Slowenischen Schriftstellerverbands. Ihre Partnerin Nina Dragičević ist ebenfalls Dichterin und Soziologin.

## Publikationen

### Lyrik
- Abonma. Ljubljana: Založba Škuc, 1994.
- Žeja. Ljubljana: Založba Škuc, 1999.
- Plevel. Ljubljana: Založba Škuc, 2004.
- Poljub ogledala. Ljubljana: Založba Škuc, 2007.
- Ostani. Ljubljana: Založba Škuc, 2014.
- Preveč vljudna. Ljubljana: Hiša poezije, 2017.
- Prostor sred križišč. Ljubljana: Založba Škuc, 2021.

#### In deutscher Übersetzung
- Matthias Göritz; Amalija Maček; Aleš Steger (Hg.): Mein Nachbar auf der Wolke. Slowenische Lyrik des 20. und 21. Jahrhunderts. München: Hanser, 2023.

### Essayistik
- Fragmenti svobode. Ljubljana: Založba Škuc, 2008.
- Lezbični bar. Ljubljana: Založba Škuc, 2011.
- Devetdeseta. Ljubljana: Založba Škuc, 2017.
- Poezija še vedno ni luksuz. Ljubljana: Založba Škuc, 2021.

### Soziologie
- Lezbična sekcija LL: kronologija 1987–2012 s predzgodovino. Ljubljana: Založba Škuc, 2012. Mit Tatjana Greif.
- Zamolčane zgodovine. Ljubljana: Založba Škuc, 2018. Mit Tatjana Greif.

### Übersetzungen
- Teresa de Lauretis: Film in vidno. Ljubljana: Založba Škuc, 1998.
- Monique Wittig: Eseji. Ljubljana: Založba Škuc, 2000.
- Lillian Faderman: Več kot ljubezen moških: Romantično prijateljstvo in ljubezen med ženskami od renesanse do sodobnosti. Ljubljana: Založba Škuc, 2002.
- Shari Benstock: Ženske z levega brega. Ljubljana: Založba Škuc, 2004.
- Richard Goldstein: Homo konzerve. Ljubljana: Založba Škuc, 2005.
- Elizabeth Lapovsky Kennedy und Madeline D. Davis: Usnjeni škornji, zlati čeveljci: Zgodovina lezbične skupnosti. Ljubljana: Založba Škuc, 2006.
- Colette: Čisto in nečisto. Ljubljana: Založba Škuc, 2008.
- Laura Cottingham: Lezbijke smo tako šik. Ljubljana: Založba Škuc, 2009.
- Andrea Weiss: Vampirke in vijolice: Lezbijke v filmu. Ljubljana: Založba Škuc, 2010.
- John Heskett: Oblikovanje: zelo kratek uvod. Ljubljana: Založba Krtina, 2011.
- Andrew Ballantyne: Arhitektura: zelo kratek uvod. Ljubljana: Založba Krtina, 2012.
- Larry Kramer: Tragedija današnjih gejev. Ljubljana: Založba Škuc, 2013.
- Buckminster Fuller: Priročnik za vesoljsko ladjo Zemlja. Ljubljana: Društvo Pekinpah, 2016.
- Dana Arnold: Umetnostna zgodovina: zelo kratek uvod. Ljubljana: Založba Krtina, 2018.
- Norman Potter: Kaj je oblikovalec. Ljubljana: Društvo Pekinpah in Inštitut za oblikovanje, 2018.
- Larry Kramer: Normalno srce. Ljubljana: Založba Škuc, 2019.
- Pat Parker: Pesmi. Ljubljana: Založba Škuc, 2020.
- Xan Phillips: Trup. Ljubljana: Založba Škuc, 2022.